# Andrzej Wilkosz
Andrzej Jacek Wilkosz (ur. 14 sierpnia 1935 w Sosnowcu, zm. 29 grudnia 2012 w Mielcu) – polski brydżysta, Arcymistrz Światowy (PZBS), World Life Master w kategorii Open oraz Seniors Master (WBF), European Grand Master oraz European Champion w kategorii Seniors (EBL), odznaczony złotą odznaką PZBS (1996) członek honorowy PZBS (1996).
Z wykształcenia był metalurgiem. Jest autorem konwencji brydżowej „2 Karo Wilkosza” zwanej żargonowo "wilkoszem".
W 2013 pośmiertnie został odznaczony Krzyżem Kawalerskim Orderu Odrodzenia Polski za wybitne zasługi w działalności na rzecz rozwoju i upowszechniania sportu.

## Wyniki brydżowe

### Rozgrywki krajowe
W rozgrywkach krajowych zdobywał następujące lokaty:
| Drużynowe mistrzostwa Polski | Drużynowe mistrzostwa Polski | Drużynowe mistrzostwa Polski |
| Sezon                        | Drużyna                      | Pozycja                      |
| ---------------------------- | ---------------------------- | ---------------------------- |
| 1993                         | Wisła Goraco Kraków          | 3                            |
| 1992/93                      | Wisła Kraków                 | 2                            |
| 1990/91                      | Wisła Kraków                 | 2                            |
| 1989/90                      | Wisła Kraków                 | 1                            |
| 1981/82                      | Wisła Kraków                 | 3                            |
| 1979/80                      | Wisła Kraków                 | 3                            |
| 1977                         | Wisła Kraków                 | 2                            |
| 1975                         | Wisła Kraków                 | 2                            |
| 1974                         | Wisła Kraków                 | 1                            |
| 1973                         | Wisła Kraków                 | 3                            |
| 1971                         | Wisła Kraków                 | 1                            |
| 1969                         | Wisła Kraków                 | 1                            |
| 1968                         | Wisła Kraków                 | 2                            |
| 1967                         | Wisła Kraków                 | 2                            |
| 1965                         | Wisła Kraków                 | 3                            |
| 1964                         | Wisła Kraków                 | 3                            |

| Mistrzostwa Polski par | Mistrzostwa Polski par | Mistrzostwa Polski par | Mistrzostwa Polski par |
| Rok                    | Kategoria              | Partner                | Pozycja                |
| ---------------------- | ---------------------- | ---------------------- | ---------------------- |
| 2004                   | Seniorzy               | Roman Kierznowski      | 1                      |
| 1984                   | Open                   | Marcin Leśniewski      | 2                      |
| 1971                   | Open                   | Łukasz Lebioda         | 1                      |
| 1970                   | Open                   | Łukasz Lebioda         | 2                      |

| Mistrzostwa Polski teamów | Mistrzostwa Polski teamów | Mistrzostwa Polski teamów | Mistrzostwa Polski teamów |
| Rok                       | Typ                       | Kategoria                 | Pozycja                   |
| ------------------------- | ------------------------- | ------------------------- | ------------------------- |
| 1994                      | IMP                       | Open                      | 1                         |

### Olimiady
W olimpiadach w zawodach teamów uzyskał następujące rezultaty:
| Olimpiady brydżowe. Zawody teamów | Olimpiady brydżowe. Zawody teamów | Olimpiady brydżowe. Zawody teamów | Olimpiady brydżowe. Zawody teamów | Olimpiady brydżowe. Zawody teamów | Olimpiady brydżowe. Zawody teamów |
| Rok                               | Miejsce                           | Zawody                            | Kategoria                         | Drużyna                           | Pozycja                           |
| --------------------------------- | --------------------------------- | --------------------------------- | --------------------------------- | --------------------------------- | --------------------------------- |
| 2000                              | Maastricht                        | 11. Olimpiada Brydżowa            | Seniorzy                          | Poland                            | 10                                |
| 1976                              | Monte Carlo                       | 5. Olimpiada Teamów               | Open                              | Poland                            | 4                                 |
| 1972                              | Miami Beach                       | 4. Olimpiada Brydżowa             | Open                              | Poland                            | 13                                |
| 1964                              | Nowy Jork                         | 2. Olimpiada Teamów               | Open                              | Poland                            | 16                                |

### Zawody światowe
W światowych zawodach zdobył następujące lokaty:
| Mistrzostwa Świata. Konkurencja teamów | Mistrzostwa Świata. Konkurencja teamów | Mistrzostwa Świata. Konkurencja teamów | Mistrzostwa Świata. Konkurencja teamów | Mistrzostwa Świata. Konkurencja teamów | Mistrzostwa Świata. Konkurencja teamów |
| Rok                                    | Miejsce                                | Zawody                                 | Kategoria                              | Drużyna                                | Pozycja                                |
| -------------------------------------- | -------------------------------------- | -------------------------------------- | -------------------------------------- | -------------------------------------- | -------------------------------------- |
| 2005                                   | Estoril                                | 37. Mistrzostwa Świata Teamów          | Trans                                  | Goraco                                 | 30                                     |
| 2005                                   | Estoril                                | 37. Mistrzostwa Świata Teamów          | Seniorzy                               | Poland                                 | 9                                      |
| 2001                                   | Paryż                                  | 35. Mistrzostwa Świata Teamów          | Trans                                  | Stobiecki                              | 51                                     |
| 2001                                   | Paryż                                  | 35 Mistrzostwa Świata Teamów           | Seniorzy                               | Poland                                 | 2                                      |
| 2000                                   | Southampton                            | 34. Mistrzostwa Świata Teamów          | Trans                                  | Roudinesco                             | 38                                     |
| 2000                                   | Southampton                            | 34. Mistrzostwa Świata Teamów          | Seniorzy                               | Poland                                 | 1                                      |
| 1998                                   | Lille                                  | 10. Mistrzostwa Świata                 | Seniorzy                               | Szenberg                               | 2                                      |
| 1986                                   | Miami Beach                            | 7. Mistrzostwa Świata                  | Open                                   | Frenkiel                               | 9                                      |
| 1978                                   | Nowy Orlean                            | 5. Mistrzostwa Świata                  | Open                                   | Frenkiel                               | 1                                      |

| Mistrzostwa Świata. Konkurencja par | Mistrzostwa Świata. Konkurencja par | Mistrzostwa Świata. Konkurencja par | Mistrzostwa Świata. Konkurencja par | Mistrzostwa Świata. Konkurencja par | Mistrzostwa Świata. Konkurencja par |
| Rok                                 | Miejsce                             | Zawody                              | Kategoria                           | Partner                             | Pozycja                             |
| ----------------------------------- | ----------------------------------- | ----------------------------------- | ----------------------------------- | ----------------------------------- | ----------------------------------- |
| 1978                                | Nowy Orlean                         | 5. Mistrzostwa Świata               | Open                                | Łukasz Lebioda                      | 4                                   |

### Zawody europejskie
W europejskich zawodach zdobył następujące lokaty:
| Zawody europejskie. Konkurencja teamów | Zawody europejskie. Konkurencja teamów | Zawody europejskie. Konkurencja teamów | Zawody europejskie. Konkurencja teamów | Zawody europejskie. Konkurencja teamów | Zawody europejskie. Konkurencja teamów |
| Rok                                    | Miejsce                                | Zawody                                 | Kategoria                              | Drużyna                                | Pozycja                                |
| -------------------------------------- | -------------------------------------- | -------------------------------------- | -------------------------------------- | -------------------------------------- | -------------------------------------- |
| 2003                                   | Mentona                                | 1. Otwarte Mistrzostwa Europy          | Seniorzy                               | Szenberg                               | 21                                     |
| 2002                                   | Salsomaggiore                          | 46. Mistrzostwa Europy Teamów          | Seniorzy                               | Poland                                 | 5                                      |
| 2001                                   | Teneryfa                               | 45. Mistrzostwa Europy Teamów          | Seniorzy                               | Poland 1                               | 1                                      |
| 1999                                   | Malta                                  | 44. Mistrzostwa Europy Teamów          | Seniorzy                               | Poland 2                               | 8                                      |
| 1997                                   | Montecatini                            | 43. Mistrzostwa Europy Teamów          | Seniorzy                               | Poland B                               | 2                                      |
| 1995                                   | Vilamoura                              | 42. Mistrzostwa Europy Teamów          | Seniorzy                               | Poland 1                               | 2                                      |
| 1987                                   | Brighton                               | 38. Mistrzostwa Europy Teamów          | Open                                   | Poland                                 | 4                                      |
| 1985                                   | Salsomaggiore                          | 37. Mistrzostwa Europy Teamów          | Open                                   | Poland                                 | 8                                      |
| 1983                                   | Wiesbaden                              | 36. Mistrzostwa Europy Teamów          | Open                                   | Poland                                 | 10                                     |
| 1979                                   | Lozanna                                | 34. Mistrzostwa Europy Teamów          | Open                                   | Poland                                 | 7                                      |
| 1973                                   | Ostenda                                | 30. Mistrzostwa Europy Teamów          | Open                                   | Poland                                 | 3                                      |
| 1970                                   | Estoril                                | 28. Mistrzostwa Europy Teamów          | Open                                   | Poland                                 | 2                                      |
| 1963                                   | Baden-Baden                            | 23. Mistrzostwa Europy Teamów          | Open                                   | Poland                                 | 3                                      |

| Zawody europejskie. Konkurencja par | Zawody europejskie. Konkurencja par | Zawody europejskie. Konkurencja par | Zawody europejskie. Konkurencja par | Zawody europejskie. Konkurencja par | Zawody europejskie. Konkurencja par |
| Rok                                 | Miejsce                             | Zawody                              | Kategoria                           | Partner                             | Pozycja                             |
| ----------------------------------- | ----------------------------------- | ----------------------------------- | ----------------------------------- | ----------------------------------- | ----------------------------------- |
| 2003                                | Mentona                             | 1. Otwarte Mistrzostwa Europy       | Seniorzy                            | Wit Klapper                         | 17                                  |
| 2001                                | Sorrento                            | 11. Mistrzostwa Europy Par          | Seniorzy                            | Waldemar Jurczak                    | 7                                   |
| 1999                                | Warszawa                            | 10. Mistrzostwa Europy Par          | Seniorzy                            | Karol Mykietyn                      | 9                                   |
| 1995                                | Rzym                                | 8. Mistrzostwa Europy Par           | Open                                | Stefan Szenberg                     | 195                                 |
| 1993                                | Bielefeld                           | 7. Mistrzostwa Europy Par           | Seniorzy                            | Stefan Szenberg                     | 31                                  |
| 1989                                | Salsomaggiore                       | 5. Mistrzostwa Europy Par           | Seniorzy                            | Czesław Kuklewicz                   | 12                                  |
| 1987                                | Paryż                               | 4. Mistrzostwa Europy Par           | Open                                | Piotr Bizoń                         | 68                                  |

### Inne zawody
W innych zawodach zdobył następujące lokaty:
| Inne zawody. Konkurencja par | Inne zawody. Konkurencja par | Inne zawody. Konkurencja par                  | Inne zawody. Konkurencja par | Inne zawody. Konkurencja par | Inne zawody. Konkurencja par |
| Rok                          | Miejsce                      | Zawody                                        | Kategoria                    | Partner                      | Pozycja                      |
| ---------------------------- | ---------------------------- | --------------------------------------------- | ---------------------------- | ---------------------------- | ---------------------------- |
| 1972                         | Londyn                       | Top 16. London. Sanday Times i Macallan. 1972 | Zaproszenie                  | Łukasz Lebioda               | 1                            |

## Klasyfikacja
- Andrzej Wilkosz – klasyfikacja PZBS
- Andrzej Wilkosz – klasyfikacja EBL (ang.)
- Andrzej Wilkosz – klasyfikacja WBF (ang.)